# 3-я Банийская ударная бригада
3-я Банийская ударная бригада (сербохорв. Treća banijska udarna brigada / Трећа банијска ударна бригада), полное название 3-я ударная бригада 7-й Банийской дивизии (сербохорв. Treća udarna brigada Sedme banijske divizije / Трећа ударна бригада Седме банијске дивизије) — подразделение НОАЮ, участвовавшее в Народно-освободительной войне Югославии.

## История
Образована 1 мая 1943 как 4-я Банийская бригада Унской оперативной группы (сербохорв. Četvrta banijska brigada Unske operativne grupe / Четврта банијска бригада Унске оперативне групе) в Бании (ныне Бановина, область в Хорватии). Основа — Банийский партизанский отряд и группа добровольцев. Численность на момент образования: 1000 человек в трёх батальона и инженерной роте. Вооружение: 587 винтовок, 29 пистолетов-пулемётов, пять пулемётов и три миномёта.
До 11 сентября 1943 находилась в составе Унской оперативной группы, позднее переведена в 7-ю Банийскую дивизию, где находилась до конца войны. С 28 июня 1943 по распоряжению Главного штаба НОА и ПО Хорватии именовалась как 1-я Банийская бригада Унской оперативной группы (сербохорв. Prva banijska brigada Unske operativne grupe / Прва банијска бригада Унске оперативне групе). С сентября 1943 года — 3-я бригада 7-й Банийской ударной дивизии. Наименование «ударная» получила в марте 1945 года.
Известна по своему участию в первой Цазинской операции. Награждена орденами «За заслуги перед народом» и «Братство и единство».